# Województwo kieleckie (1945–1975)

Województwo kieleckie w latach 1946–1950

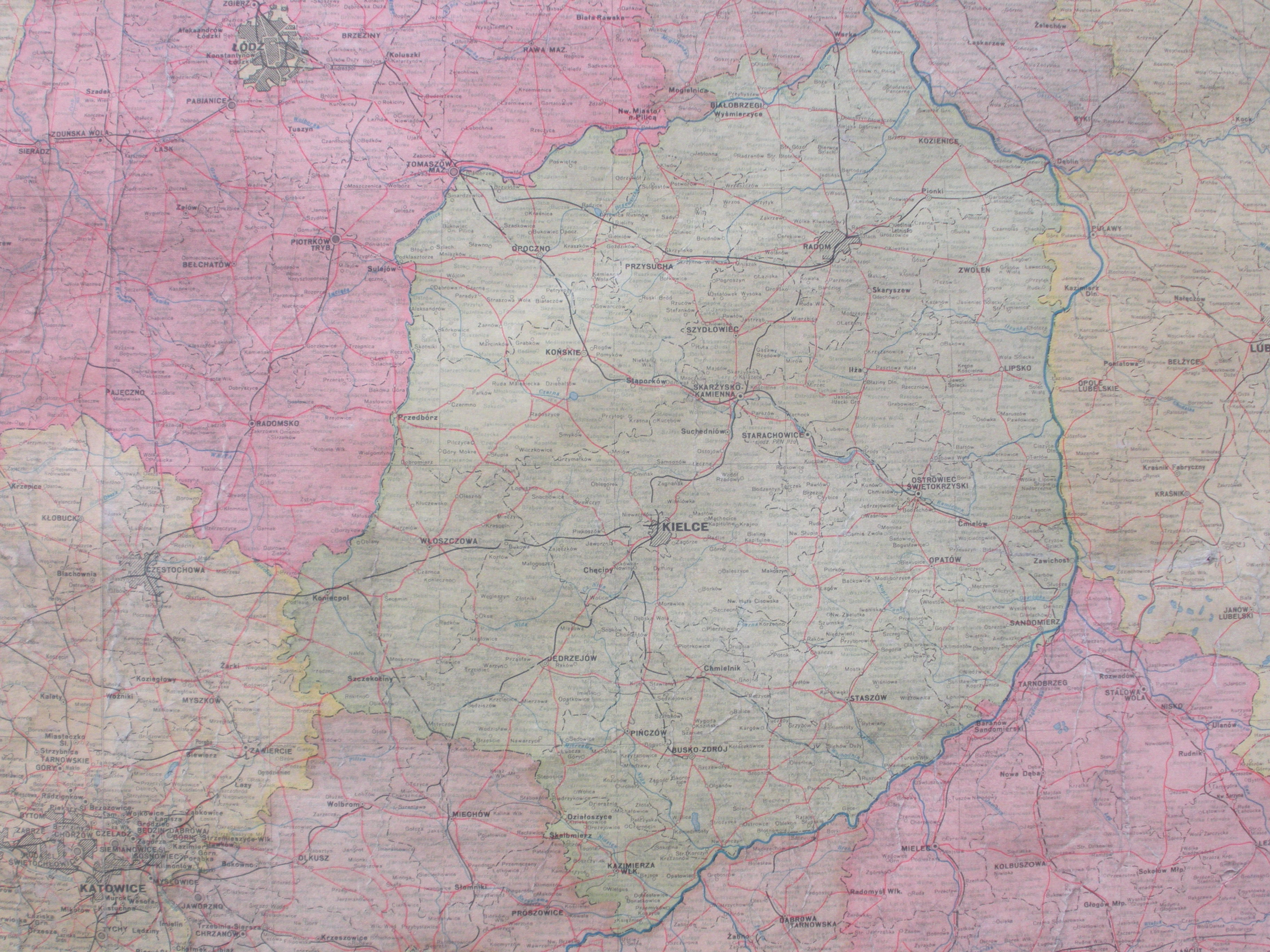
Granice województwa kieleckiego w latach 1950–1975

Województwo kieleckie – jedno z województw istniejących w Polsce w latach 1945–1975.
Po II wojnie światowej województwo kieleckie zostało powołane dekretem PKWN z dnia 21 sierpnia 1944 r. W 1946 roku województwo kieleckie miało 1 717 303 mieszkańców. Zajmowało obszar 18 053 km². Na jego terenie znajdowało się 26 miast. W skład województwa wchodziło 13 powiatów: Częstochowa miasto, częstochowski, iłżecki, jędrzejowski, kielecki, kozienicki, opatowski, pińczowski, Radom miasto, radomski, sandomierski, stopnicki i włoszczowski.
6 lipca 1950 dokonano korekty podziału kraju na województwa. Z województwa odłączono powiat częstochowski (wszedł w skład woj. katowickiego). Województwo powiększono o tereny powiatów opoczyńskiego i koneckiego (z województwa łódzkiego). Po tych zmianach powierzchnia województwa liczyła 19 476 km² (6,2% powierzchni kraju). Zachodnia i północna granica województwa znajdowała się na rzece Pilicy. Granicę południowo-wschodnią i wschodnią stanowiła Wisła. Było 8 miast i 25 powiatów do 1962, a później było ich 24.
Porównując skład województwa kieleckiego w latach 1954-1973 (daty skrajne reformy gromadzko-gminnej), od województwa kieleckiego odłączono: (a) sołectwa Biała Błotna, Dzibice, Sokolniki i Zagórze, włączajac je do woj. katowickiego, (b) sołectwa Antoniówka Świerżowska, Kraski Dolne i Pasternik, włączajac je do woj. warszawskiego, (c) sołectwa Chodków Nowy, Chodków Stary, Kępa Nagnajewska, Piaseczno i Przewłoka, włączajac je do woj. rzeszowskiego, (d) sołectwa Bronowice, Brześce, Dobrosławów, Góra Puławska, Góra Puławska-Kolonia, Janowice, Janowiec, Janów, Jaroszyn, Kajetanów, Klikawa, Kochanów, Kowala, Leokadiów, Łęka, Nasiłów, Oblasy, Opatkowice, Piskorów, Polesie, Polesie Wojszyńskie, Smogorzów, Tomaszów i Trzcianki, włączajac je do woj. lubelskiego. Odwrotnie, do województwa kieleckiego włączono: (a) sołectwa Kępa Gostecka i Kępa Solecka z woj. lubelskiego, (b) miasto Koniecpol i sołectwa Gościencin, Stary Koniecpol, Luborcza, Łabędź, Łysiny, Okołowice, Radoszewnica, Silpia Duża i Stanisławice z woj. łódzkiego, oraz (c) sołectwa Adamów, Biejkowska Wola, Biejków, Bronisławów, Broniszew, Daltrozów, Domaniewice, Falęcice, Falęcice-Parcela, Falęcice-Wola, Góry, Jastrzębia Stara, Karolin, Lekarcice, Lekarcice Nowe, Lekarcice Stare, Lisów, Mała Wieś, Olkowice, Olszamy, Osuchów, Pacew, Pelinów, Piekarty, Piotrów, Pnie, Promna, Promna-Kolonia, Przybyszew, Rykały, Stanisławów, Strupiechów i Wola Branecka z woj. warszawskiego.
4 maja 1970 województwo kieleckie zostało odznaczone Orderem Krzyża Grunwaldu I klasy w 25 rocznicę zwycięstwa nad faszyzmem.
- Główne miasta: Radom, Kielce, Ostrowiec Świętokrzyski, Starachowice, Skarżysko-Kamienna, Sandomierz, Końskie, Opoczno
- Powiaty: białobrzeski, buski, chmielnicki (do 1962), iłżecki, jędrzejowski, kazimierski, Kielce m., kielecki, konecki, kozienicki, lipski, opatowski, opoczyński, Ostrowiec Świętokrzyski m., pińczowski, przysuski, Radom m., radomski, sandomierski, Skarżysko-Kamienna m., Starachowice m., staszowski, szydłowiecki, włoszczowski, zwoleński

| Powiaty                        | Powierzchnia w km² | Ludność w tys. | % ludności w miastach |
| ------------------------------ | ------------------ | -------------- | --------------------- |
| Województwo kieleckie          | 19 476             | 1 859          | 26,4                  |
| białobrzeski                   | 654                | 38             | 10,6                  |
| buski                          | 941                | 91             | 9,0                   |
| chmielnicki                    | 618                | 41             | 9,6                   |
| iłżecki                        | 1 010              | 84             | 4,5                   |
| jędrzejowski                   | 1 252              | 100            | 12,2                  |
| kazimierski                    | 545                | 63             | 12,8                  |
| Kielce miasto                  | 41                 | 88             | 100,0                 |
| kielecki                       | 1 824              | 167            | 6,5                   |
| konecki                        | 1 442              | 107            | 15,9                  |
| kozienicki                     | 1 096              | 77             | 22,8                  |
| lipski                         | 810                | 51             | 4,4                   |
| opatowski                      | 1 480              | 130            | 7,3                   |
| opoczyński                     | 1 428              | 102            | 9,6                   |
| Ostrowiec Świętokrzyski miasto | 48                 | 38             | 100,0                 |
| pińczowski                     | 547                | 45             | 11,5                  |
| przysuski                      | 642                | 42             | 6,7                   |
| Radom miasto                   | 65                 | 130            | 100,0                 |
| radomski                       | 1 040              | 85             | 6,4                   |
| sandomierski                   | 682                | 79             | 16,6                  |
| Skarżysko-Kamienna miasto      | 43                 | 35             | 100,0                 |
| Starachowice miasto            | 19                 | 35             | 100,0                 |
| staszowski                     | 784                | 59             | 9,7                   |
| szydłowiecki                   | 493                | 43             | 12,0                  |
| włoszczowski                   | 1 396              | 87             | 16,7                  |
| zwoleński                      | 576                | 42             | 13,0                  |

## Ludność
| Rok                          | Liczba mieszkańców | Liczba mieszkańców | Liczba mieszkańców    |
| Rok                          | ogółem             | miejska (%)        | wiejska (%)           |
| ---------------------------- | ------------------ | ------------------ | --------------------- |
| 14 II 1946 (spis sumaryczny) | 1 717 303          | 363 997 (21,2%)    | 1 353 306 (78,8%)     |
| 3 XII 1950 (spis powszechny) | 1 633 188          | 299 416 (18,33%)   | 1 333 772 (81,67%)    |
| 31 XII 1956                  | 1786 tys.          | 432 tys. (24,2%)   | 1354 tys. (75,8%)     |
| 1959                         | 1859,4 tys.        | b.d. (26%)         | b.d. (74%)            |
| 6 XII 1960 (spis powszechny) | 1 815 667          | 495 659 (27,3%)    | 1 320 008 (72,7%)     |
| 1962                         | 1868,2 tys.        | b.d. (27,9%)       | b.d. (72,1%)          |
| 31 XII 1963                  | 1883 tys.          | 533 tys. (28,3%)   | 1350 tys. (71,7%)     |
| 31 XII 1965                  | 1899,1 tys.        | b.d.               | b.d.                  |
| 1967                         | 1909,7 tys.        | b.d.               | b.d.                  |
| 31 XII 1968                  | 1902 tys.          | 591 tys. (31,1%)   | 1311 tys. (68,9 tys.) |
| 8 XII 1970 (spis powszechny) | 1 890 509          | 615 871 (32,58%)   | 1 274 638 (67,42%)    |
| 31 XII 1971                  | 1895,1 tys.        | 628,7 tys. (33,2%) | 1266,4 tys. (66,8%)   |
| 31 XII 1972                  | 1905,6 tys.        | 646,7 tys. (33,9%) | 1258,9 tys. (66,1%)   |
| 31 XII 1973                  | 1902 tys.          | 660 tys. (34,7%)   | 1242 tys. (65,3%)     |
| 31 XII 1974                  | 1913 tys.          | 674 tys. (35,2%)   | 1239 tys. (64,8%)     |

## Podział administracyjny (1973)
Źródła:
| Powiat                            | Powierzchnia (km²) | Liczba ludności 31 XII 1972 | Liczba ludności 31 XII 1972 | Miasta | Miasta                                            | Gminy | Siedziba                |
| Powiat                            | Powierzchnia (km²) | ogółem (tys.)               | na km²                      | ogółem | w tym posiadające wspólną radę narodową z gminami | Gminy | Siedziba                |
| --------------------------------- | ------------------ | --------------------------- | --------------------------- | ------ | ------------------------------------------------- | ----- | ----------------------- |
| białobrzeski                      | 673                | 34,7                        | 52                          | 2      | 2                                                 | 6     | Białobrzegi             |
| buski                             | 1245               | 102,5                       | 82                          | 2      | 1                                                 | 12    | Busko-Zdrój             |
| iłżecki                           | 947                | 79                          | 83                          | 1      | 0                                                 | 8     | Starachowice            |
| jędrzejowski                      | 1234               | 90,3                        | 73                          | 1      | 0                                                 | 9     | Jędrzejów               |
| kazimierski                       | 541                | 56,2                        | 104                         | 3      | 2                                                 | 8     | Kazimierza Wielka       |
| Kielce (miejski)                  | 55                 | 135,8                       | 2477                        | 1      | nd.                                               | nd.   | Kielce                  |
| kielecki                          | 1955               | 179,1                       | 92                          | 2      | 1                                                 | 17    | Kielce                  |
| konecki                           | 1431               | 103,8                       | 73                          | 3      | 2                                                 | 11    | Końskie                 |
| kozienicki                        | 1084               | 76,7                        | 71                          | 2      | 0                                                 | 8     | Kozienice               |
| lipski                            | 830                | 45,5                        | 55                          | 1      | 1                                                 | 7     | Lipsko                  |
| opatowski                         | 1377               | 109,3                       | 79                          | 2      | 1                                                 | 12    | Opatów                  |
| opoczyński                        | 1407               | 95,6                        | 68                          | 1      | 0                                                 | 11    | Opoczno                 |
| Ostrowiec Świętokrzyski (miejski) | 46                 | 52,9                        | 1143                        | 1      | nd.                                               | nd.   | Ostrowiec Świętokrzyski |
| pińczowski                        | 577                | 43                          | 75                          | 1      | 0                                                 | 6     | Pińczów                 |
| przysuski                         | 675                | 40,9                        | 61                          | 1      | 1                                                 | 7     | Przysucha               |
| Radom (miejski)                   | 66                 | 164,6                       | 2511                        | 1      | nd.                                               | nd.   | Radom                   |
| radomski                          | 1032               | 86,5                        | 84                          | 1      | 1                                                 | 9     | Radom                   |
| sandomierski                      | 768                | 88,1                        | 115                         | 2      | 1                                                 | 9     | Sandomierz              |
| Skarżysko-Kamienna (miejski)      | 42                 | 40,5                        | 973                         | 1      | nd.                                               | nd.   | Skarżysko-Kamienna      |
| Starachowice (miejski)            | 19                 | 44,4                        | 2313                        | 1      | nd.                                               | nd.   | Starachowice            |
| staszowski                        | 979                | 66,6                        | 68                          | 1      | 0                                                 | 9     | Staszów                 |
| szydłowiecki                      | 556                | 49,5                        | 89                          | 1      | 0                                                 | 7     | Szydłowiec              |
| włoszczowski                      | 1400               | 81,6                        | 58                          | 3      | 1                                                 | 9     | Włoszczowa              |
| zwoleński                         | 574                | 38,5                        | 67                          | 1      | 0                                                 | 5     | Zwoleń                  |